# محمدجواد غروی
سید محمدجواد موسوی غروی (زاده ۲ مرداد ۱۲۸۲ دهستان الون‌آباد (علون‌آباد) شهرستان کوهپایه اصفهان - درگذشته ۵ مهر ۱۳۸۴) از مجتهدان و نویسندگان معاصر و پدر سید علی اصغر غروی است. وی در سال‌های قبل و بعد از انقلاب با برخوردهایی از سوی دستگاه‌های امنیتی مواجه بوده‌است.

## زندگی
وی آن‌گونه که خود نگاشته‌است نزدیک دوازده سالگی از روستای نیسیان پس از گذراندن مقدمات صرف و نحو، به حوزه علمیه اصفهان آمد و در مدرسه ملاعبدالله به فراگرفتن علوم دینی مشغول گشت.
وی در سنین هجده تا بیست سالگی در حالی که حافظ کل قرآن و نهج البلاغه و چهار هزار حدیث بود به درجه اجتهاد رسید و در سال ۱۳۵۶ قمری مطابق با ۱۳۱۲ خورشیدی از دست رضا نجفی از علماء برجسته آن زمان اجازه اجتهاد دریافت نمود. مقارن همین ایام از دیگر استادانش، موفق به کسب اجازه اجتهاد می‌گردد همانند سید محمد نجف آبادی و میر محمدصادق صادقی. غروی از آغاز تحصیل و آشنایی با علوم قرآن و تفسیر و فقه معتقد بود سنت حاکم بر حوزه‌های علمیه مغایر با هدف خدا از بعثت انبیاء و انزال کتب، خصوصاً پیامبر و قرآن است.

## غروی و حکمت متعالیه
غروی معتقد است حکمت– یک سبک برای زیستن است، نه یک نگرش فلسفی برای اندیشیدن. به همان میزان که میان فلسفه‌دان و فیلسوف، و نیز میان فقه دان و فقیه تفاوت است، میان حکمت‌دان و حکیم نیز مرزی پنهان است. غروی معتقد است که فیلسوف کسی است که بر اساس فلسفه‌اش زیست می‌کند و فقیه کسی است که بر مبنای دانش فقهی خود عمل می‌کند. دانستن، باور داشتن یا معتقد بودن به یک مرام فقهی یا فلسفی قادر نیست که اندیشهٔ بشری و سبک زیستنش را حتی گامی به جلو ببرد. پیامبران برای قیام به قسط و ایجاد تحول در زندگی آدمیان آمده‌اند، و بنا بر این؛ هر اندیشه‌ای در چارچوب دین پیامبر، اعم از فقه، اصول، تفسیر، فلسفه، کلام و حکمت باید روشن سازد که چه دردی را از زیستن بیمارگونهٔ مردمان دوا کرده‌است. غروی با چنین تعریفی، یک حکیم است، یعنی تبیین حکمت صدرایی را از جهان باور دارد، اما بر مبنای این باور، راجع به متن قرآن، فقه، اصول و کلام داوری می‌کند غروی حکمت را یک روش برخورد با علوم می‌داند. به همین جهت بر خلاف حکماء سَلَف که کمتر در فقه و اصول دخالت می‌کردند، وی همهٔ مؤلفه‌های حکیمانه را به گونه‌ای روشمند به فقه می‌کشاند، و معتقد است که اگر حکمت نتواند فقه را، که پشتوانهٔ عمل مردمان است، اصلاح نماید، در حقیقت دانشی بیهوده، یا حداقل خارج از چارچوب رسالت انبیاء می‌باشد.

### غروی و حکمت، تکفیر و تفسیق
این نکتهٔ ظریف، درست علت برکشیدن دیوار ستبر تکفیر و تفسیق در برابر غروی بوده‌است. چرا که این اندیشه، حکمت را از درون حجره‌های تنگ مدرسه به پهنهٔ جامعه می‌کشاند؛ یعنی دعوتی است به عقلانیت، نه به عنوان یک مرام و روش فلسفی، بلکه در مقام یک سبک و سیاق زندگانی. حکمت، با تمام گستردگیش، در تاریخ اسلام، حاملان بسیاری را به خود دیده‌است، که حکمت دانان برجسته‌ای بوده‌اند، اما شاید اندکی را بتوان با تعریف پیش گفته، حکیم نامید.

## غروی و رحیم ارباب (اصفهانی)
غروی و آقا رحیم ارباب جلسات و مباحثه‌های فراوانی داشتند از جمله می‌توان به جلسه تاریخی که روحانیون صاحب نام اصفهان و عده یی از بازاریان این شهر، در محضر حکیم متألّه آقا رحیم ارباب داشتند اشاره کرد که دربارهٔ چگونگی معراج پیامبر به بحث نشستند تا ابهامات پیش آمده را مرتفع سازند. «من شهادت می‌دهم آقای غروی شیعه خالص، سید، اهل عربیت، من یک عمر است با ایشان بودم، با شما بودم، با ایشان بودم، همین‌طور که عرض می‌کنم، من این است که می‌گویم، میانه خود و خدا، آقای غروی پاک، شیعه خالص، سید، عالم، حدیث درست خوان» این جملاتی است که حکیم ارباب در حمایت از علامهٔ غروی در جلسه یی در منزل خودشان بیان می‌کنند، بحث معراج است و تفاوت درک عقول برای فهمیدن آن. سنخیت بین معرفت الهی حکیم ارباب و غروی، علت انضمام این دو به یکدیگر و حمایتهای پیوستهٔ حکیم ارباب از غروی در برابر ساده اندیشی برخی روحانیون شهر بود. لازم است ذکر شود صوت این جلسه در پنج بخش در وب سایت «ارباب حکمت، بر کرانه حکمت» موجود است.

## نظرات
او از هنگام آشنایی با متون کتب فقهی بر این عقیده شد که فقه شیعه باید کاملاً پاکسازی و بازنویسی شود و استدلالی و مبتنی بر سنت قطعیه گردد. همچنین ایشان سعی کردند دین اسلام را چنان‌که در کتاب و سنت شرح داده‌اند و پیامبر اسلام فرموده‌اند برای مردم بیان کنند و بسیاری از حقایق آن را که واژگون یا تحریف شده‌اند را با دلیل قاطع روشن و آشکار سازند. سید محمد جواد غروی در استنباط مسائل شرعیه و فقهیه فقط سه رکن را قبول دارد: کتاب و سنت و عقل. وی اجماع و شیاع را غیرقابل استناد می‌شمارد و معتقد است که اجماع
(نه محصل و نه منقولش) هرگز محقق نگشته و شیاع هم در احکام إلهی نمی‌تواند اساس قرار گیرد از اینرو به نقد و رد آراء که بر این دوپایه بنا شده پرداخته و مغایرت آن‌ها را با کتاب خدا و سنت قطعیه به اثبات رسانده‌است. مسائل زیر از احکام فقه، کلام و تقسیر است که وی با استناد به کتاب و سنت قطعیه و اخبار محفوف به قرائن صدور، خلاف نظر غالب فقها و علماء خاصه و عامه، استنباط و اثبات نموده‌است. البته محمدجواد غروی این نظرات را به عنوان فتوا مطرح نمی‌کند بلکه آن‌ها را بر دلایلی استوار ساخته و نظرات دیگران را رد نموده‌است. در مقاله زیر به معرفی برخی از آن‌ها می‌پردازیم.
۱. اجتهاد
وی معتقد است مجتهد باید در احکام إلهی به علم یقینی برسد، زیرا احکامی را که خداوند مقرر فرموده همه تعلیلی است و بنا بر حکمتی آن‌ها را معین کرده‌است که متضمن مصالح خلق می‌باشد. طبق آیات کتاب مهم‌ترین اثری را که خالق گیتی از وضع این احکام اراده فرموده، ایجاد امت واحده و رفع اختلاف و تفرقه بوده‌است. پس نباید ظن فقیه در بیان حکم إلهی دخیل گردد. بر این اساس وجوه متفاوت درک حکم خداوند، مغایر و ضد هدف منشود از وضع آن حکم می‌باشد و به همین سبب احتیاط در بیان حکم، بی مفهوم و به معنای آنست که مجتهد خود در آن حکم شک دارد، پس چگونه از مقلد خود می‌خواهد به شک او عمل کند؟.
۲. تقلید مقلد هم باید در شناخت احکام إلهی به علم برسد از اینرو تبعیت از یک فقیه رفع مسئولیت از او نمی‌کند و باید با حکمیت عقل، از هر فقیهی که مسئله یا مسائل احکام را با استناد به کتاب خدا و سنت قطعیه عقلیه بیان می‌نماید، پیروی کند. پس مقلد می‌تواند در هر حکمی از یک مجتهد، مستقلاً تبعیت نماید نه اینکه در تمامی مسائل، از یک فقیه تقلید کند و در مسائل ثابت شرع نیازی نیست که فقیه در قید حیات باشد.
۳. حکم سنگسار
سنگسار کردن زانی و زانیه را از احکام بنی اسرائیل می‌داند که خود بر دین موسی افزوده‌اند و ذکری از چنین حکمی در قرآن نیامده و در عمل قطعی پیامبر نیز وارد نشده‌است.
۴. ناسخ و منسوخ در قرآن
وی به نسخ در آیات کتاب خدا معتقد نیست و آن را موهن مقام إلهی و مغایر علم خداوند می‌داند. وی آیه ما ننسخ من آیه او ننسها… متضمن ادیان پیشین و آیات کون می‌شمارد یعنی قرآن، ادیان قبل از خود را نسخ نموده و همچنین هر پدیده‌ای وقتی در اثر مرور زمان از بین برود یا از کار بیفتد، مثل آن یا بهتر از آن ساخته می‌شود و این سنت إلهی است و معنای نسخ، جز این نیست.
۵. غیبت و بهتان
غیبت از کفار، اهل سنت و اهل کتاب و نیز و بهتان زدن به آن‌ها و هر انسانی را، طبق آیات کتاب و روایات متواتره، حرام می‌داند.
۶. تقیه
در این باب نیز نظر او خلاف شایع است و آن را برای امام در مقام بیان حکم خلاف قرآن می‌داند؛ بنابراین احادیثی را که ائمه در برخی مسائل گفته‌اند و نظر ان‌ها با اهل سنت یکی بوده‌است، چون در بیان حکم بوده‌اند، نمی‌توان حمل بر تقیه نمود و باید به ان‌ها عمل کرد؛ زیرا اگر امام از بیان حکم پروا داشته باشد، از مقام امامت ساقط می‌گردد.
۷. قطع دست
وی استدلال می‌کند که چون معنای آیه در معنای ید مجمل است، غرض، صدور حکم بریدن دست نبوده و معتقد است ید در آیه به معنای قدرت بکار رفته زیرا آن که می‌دزدد با تکیه بر مقام و منصب و قدرتی است که توان و ابزار و امکان دزدیدن را برایش فراهم می‌آورد؛ بنابراین باید دست او را از مقام و قدرت قطع نمود یعنی توان و ابزار دزدی را از او گرفت و اگر کسی به جهت نیاز و فقر دست به دزدی زد، حرج و گناهی بر او نیست و با توسعه عدالت و عادلانه ثروت باید دست او را هم از این کار قطع نمود. این معنی در لغت و ادب و روایت وارد است.
۸. طهارت اهل کتاب
مراد از رجس و نجاست مذکور در قرآن که برای مشرکان آورده، پلیدی باطنی آن هاست که موجب اخلال در نظم حیات مادی و معنوی مسلمانها و هر انسانی می‌شود؛ یعنی صفات زشت آن‌ها مثل حسد، بخل، کینه، ریا، نفاق و مانند این‌ها؛ بنابراین چنین صفاتی در هر که باشد کافر، مشرک و مسلم نجس است و رجس در او لانه کرده‌است و بدن هر انسانی که آلوده به نجاسات ظاهری نباشد، همانند لباسش پاک است.
۹. آب کر
این تعریف و میزان را منتفی و بلا موضوع می‌داند و برای آب سه خصوصیت قائل است:رنگ، بو و مزه اگر یکی از این سه خصوصیت به واسطه نجاست تغییر کرد قابل استفاده برای طهارت و غسل نمی‌باشد.
۱۰. زکات
زکوه را منحصر در نه چیز نمی‌داند، چون قرآن همه تولیدات را ذکر فرموده که صنعتی، کشاورزی و غیر آن‌ها را شامل می‌شود.
۱۱. ارث زن از شوهر
این ارث را از تمام ما ترک می‌داند (طبق آیات کتاب) و آن را منقسم به منقول و غیرمنقول نمی‌کند.
۱۲. نماز جمعه
این نماز را واجب عینی می‌داند یعنی به جای نماز ظهر روز جمعه حتماً باید نماز جمعه اقامه شود؛ و این حکم صریح خداوند است در سوره جمعه و نیز سنت قطعیه. نماز عیدین (فطر و قربان) را هم جزو نمازهای واجب می‌شمرد.
۱۳. مغرب و هلال
در موضوع مغرب، زمان فرارسیدن نماز مغرب و افطار را همان غروب آفتاب می‌داند و قائل به فاصله احتیاطی نیست. غره شهور قمریه را هم طلوع ماه بر کره زمین دانسته قائل به افق و تفکیک کشورها بر حسب مرزهای جغرافیایی نمی‌باشد و اختلاف موجود بین کشورهای اسلامی را یک امر سیاسی زیان بار می‌داند نه یک مسئله شرعی؛ زیرا جنبه غالب و عملی در احکام اسلام، ایجاد وحدت بین امت است نه انتشار تفرقه.
۱۴. بلوغ دختران و پسران
این موضوع را تابع جغرافیای محیط می‌داند که ربطی به سن آنان ندارد. قرآن برای بلوغ دو جنبه قائل است:
فکری و جسمی که تا هردو در یک شخص پدیدار نگردد مسئولیتی متوجه او نیست و مکلف به انجام حکمی نمی‌باشد. این دو بلوغ علائمی دارد که قران تعیین می‌نماید. بلوغ جسمی وقتی است که دختر و پسر بتوانند تولید مثل کنند پس بلوغ دختران به حیض است و بلوغ پسران به احتلام. بلوغ فکری نیز منوط است به آزمونی که در مسائل اجتماعی، اقتصادی و اخلاقی از دختران و پسران به عمل می‌آید.
۱۵. حقوق زن
معتقد است خداوند متعال در قرآن به بیان صریح و نص بلیغ گفته‌است که زن و مرد را از یک‌نفس آفریده‌است و شرط کرامت انسان (چه مرد، چه زن) را در تقوای او دانسته‌است و هر دو را در حقوق مادی و معنوی برابر و حتی در برخی موارد زن را ترجیح داده‌است. بنابرای باید در فهم آیاتی که معنای تقابل و تفاوت درجه بین زن و مرد از آن‌ها استنباط می‌شود (مثل شهادت شهود) بیشتر دقت و تفحص نموده و حکمتشان را دریافت.
۱۶. قضا و قدر
قضا به معنای حکم ازلی ثابت در قانون عالم است و معلولات و اسباب و مسبباتی است که تغییر نمی‌پذیرد؛ و قدرتعین قضا ازلی در اندازه‌ای معین است که در اختیار انسان می‌باشد. به عنوان مثال رب متعال
قضا نموده که آتش هر چیز قابل سوختنی را بسوزاند، حال اگر این حکم در معرض ظهور واقع شد قدر است و در اختیار انسان قرار گرفته و هرگاه بخواهد آن را بکار گیرد مکان و زمان و سایر شروطش را به حکم عقل و شرع معین می‌سازد.
امیرالمؤمنین در پاسخ به شخصی که آیا سیر حکت ما به سوی شام برای جنگ با معاویه به قضا و تقدیر خداوند بود؟، فرمود:مبادا چنین گمان کرده باشی که قضایی لازم و قدری محتوم بوده‌است، خداوند اجرتان را در هر رفت و بازگشتی بزرگ داشته، ولی در هیچ حالتی مجبور یا ناچار نبوده‌اید. اگر چنین باشد ثواب و عقاب باطل می‌شود، وعدهٔ پاداش و کیفر ساقط می‌گردد، همانا خدای سبحان امر به طاعت و عبودیت نموده و به مردم اختیار داده که به خواست خود اوامر او را پیروی کنند.
۱۷. شفاعت
به گفته وی در بین برخی از عوام مردم -به غلط- به این معناست که انسان هر گناهی کرده باشد، با سلام کردن و زیارت قبور ائمه هدی و گریستن و عزاداری برای آنها، شفاعت آن‌ها را حاصل و گناهانش بخشیده می‌شود! که نتیجهٔ چنین عقیده‌ای آنست که مردم در ارتکاب معصیت جرات یافته و با اطمینان به شفاعت، بی پروا به معاصی روی می‌آورند و بدون هیچ خوفی از مؤاخذه الهی مرتکب انواع جرائم می‌گردند.
در واقع شفاعت به معنای مقرون شدن و سنخیت یافتن با قرآن و مطیعین و طیبین است. در حالیکه مسلمین از قرآن و حدیث و هدایت خدا و رسول بهره کافی نبرده‌اند.
برطبق نص صریح آیات الهی در قرآن کریم، شفاعت موقوف به اذن خداست و خدای متعال وقتی اجازه می‌دهد که، کسی که برایش شفاعت می‌شود با پیامبر و ائمه سنخیت داشته باشد و اخلاق و اعمالش مورد رضایت خدا باشد، و رضای خدا از بنده جز به سبب اطاعت از اوامر و احتراز از نواهی تحقق نیابد، وگرنه مشمول رحمت و شفاعت نخواهد شد.
۱۸. خمس
آن را در ارباح تجارت (سود تجارت) واجب می‌شمارد و یک پنجم آن را، طبق آیه، متعلق به فقراء بنی هاشم می‌داند و معتقد است ارباح مکاسب، امروز، چون رنج تولید را ندارد، همان غنیمت است و باید خمس آن را در شش موردی که قرآن تعیین نموده هزینه کرد و ضرورتی ندارد حتماً به علماء و مراجع داده شود، بلکه خود شخص می‌تواند به مصارفی که خداوند تعیین فرموده برساند.
۱۹.ولایت فقیه و ظن فقیه
مقبوله عمر بن حنظله (مورد استناد در موضوع ولایت فقیه) و حدیث من بلغه ثواب (مورد استناد در موضوع تقلید و ظن فقیه) را از مجعولات شمرده و این دو را از مهم‌ترین اخبار آحاد منحوله در ایجاد انحراف و کژی در اسلام و شیعه قلمداد کرده‌است.
۲۰. حکم قتل مرتد
این حکم در قرآن نیست و در زمان رسول خدا و پس از او که رده پدید آمدند و مرتدان بسیار گشتند کسی از آن‌ها به حکم پیامبر یا خلفای دین به قتل نرسید؛ بنابراین مرتد را نمی‌توان به قتل رساند زیرا خلاف اختیار و آزادی است که خدا به بشر اختیار فرموده‌است.
۲۱. جنگ ابتدائی
جنگ ابتدائی را مجاز نمی‌شمارد و اثبات می‌کند که جنگ‌های پیامبر، تماماً، دفاعی بوده و هیچگاه نمی‌توان به منظور توسعه اسلام، به سرزمینی هجوم برد.
۲۲. حلال بودن حیوانات ذبح شده توسط اهل کتاب
با مستند آوردن آیات و احادیث قطعیه الصدور به اثبات این معنی پرداخته که نام و ذکر خدا در ذبح حیوان آنست که در نیت ذابح، که اصولاً هم قصاب است هم مصرف‌کننده گوشت، این باشد که گوشت حیوان مذبوح در راه خدا و تعالی انسان مصرف شود نه اینکه گوشت را بخورند و پشت سر بت‌ها بدوند و به پای مقاصد آن‌ها جان فشانی کنند. بلکه این توانی را که از گوشت به دست آورده‌اند در راه رضا و خشنودی حق مصرف نمایند. بنابرای اگر ذابح، مسلمان باشد و به هنگام ذبح هم بارها نام خدا را بر زبان جاری کند، ولی این گوشت در راه حمایت از بت‌ها و ظالمان و جباران مصرف شود یا هر انسانی که از آن قدرت جسمی و ذهنی یافته، دست به معصیت و عصیان و سرپیچی از اوامر و نواهی إلهی بزند، در واقع این حیوان ذبح علی ذبح علی‌النصب بوده و گوشتش حرام گشته‌است.
۲۳. زمان یائس شدن زنان
برحسب مناطق و اقوام مختلف بین پنجاه تا شصت سالگی است که باید بر قاعده استصحاب عمل نمود و میان سیّده و غیرسیّده و قُرَشیَه و غیر آن تفاوتی نیست
۲۴. برده داری
این مسئله را مورد تأیید قرآن یا سنّت نمی‌داند، بلکه ثابت کرده‌است که این عمل ضد کرامت انسانی و مغایر با احکام کلی و انسانی قرآن می‌باشد و پیامبر اسلام تدریجاً آن را از جامعه اسلامی که هنوز با عادات جاهلی بود حذف نمود.
۲۵.حکومت
آن را یک امر دنیایی نه الهی می‌داند که مردم بر اساس همفکری و مشورت و ایجاد هم‌رایی به تشکیل آن مبادرت می‌کنند و استدلال او این است که کلمه «امر» که جمع آن «امور» است در قرآن به معنای کارهای دنیایی مردم از جمله تشکیل دولت و حکومت است.
۲۶.موسیقی
قائل به حرمت مطلق نیست و موسیقی و آلات آن را هم مثل سایر پدیده‌ها دو وجهی می‌داند که هم جنبه منفعت و سودبخشی دارد و هم می‌تواند مضر و آسیب‌رسان باشد مانند چاقو و امثال آن.
۲۷. حلیت انواع ماهی‌ها
طبق آیة «وَ اُحلَّ لَکُم صَیدُ البَحر. هر چه از دریا صید شود برای شما حلال است»(مائده 96).
1. وظیفه مفسر: وظیفهٔ مفسر و محدث و فقیه و هر فردی که در فنی از فنون علم وارد می‌شود، آن است که بنا را بر تدبر و تحقیق نهد، و بدون دلیل روشن و برهان قاطع، در هیچ مسئله‌ای از مسائل آن علم، نه زبان بگشاید و نه خامه بدست گیرد، مع مع‌الاسف این روش در علوم دینی کمتر جامهٔ تحقق پوشیده و بیشتر کتاب‌ها را از نقل اقوال و قیل و قال و نزاع و جدال و تمسک به مغالطات که مخالف عقل سلیم و کتاب حکیم است، مملو ساخته‌اند و راه ضلال و اضلال را در نوشته‌های خود پیموده‌اند و بر لغزش و خطا و انحراف و اشتباه خود استوار مانده، بافته و تافتهٔ افکار و آراء خود را درست دانسته و سخن برحق دیگران را خلاف حق و حقیقت تلقی نموده‌اند.
2. اعجاز قرآن: اول معجزه رسول اَنام و بزرگترین آنها، قرآن است و هم احکام شرع مقدس اسلام و این تنها به اعتبار فصاحت و بلاغت آن نیست؛ زیرا معرفت فصاحت و بلاغت قرآن شأن فصحا و بُلَغا عرب است نه تمام خلق، پس هرگاه مردم جهان، اعجاز کتاب خدا را از قول بُلَغا عرب بپذیرند،

در اعتقاد به نبوت پیامبر حق، از دیگران تقلید کرده‌اند و حال آنکه در اعتقادات، علم یقینی و برهان قطعی لازم است و اعجاز قرآن نیز باید بر همگان آشکار باشد
و در این باب، تقلید از دانشمندان کافی نیست بنابراین اعجاز کتاب الهی دارای ابعاد گوناگون است که کوچکترین آن‌ها بُعد فصاحت و بلاغت می‌باشد و فهمش ویژه متخصصین این فن است. پس اعجازی که باید در همهٔ اَزمان و ادوار، در دسترس بشر باشد، آنست که هرکس در هر عصری بتواند درک کند که قرآن وحی مُنزل است و بشر از آوردن مثل آن ناتوان، تا حجت بر او تمام باشد و هر عالِم و عامی چنان علمی از مندرجات قرآن، از لحاظ معانی و احکام پیدا کند که بر او مسلم شود احدی از آحاد بشر قادر نیست چنین آیاتی بیاورد که مشتمل بر دقائق ارشاد بوده خلق را به سوی مصالح و جلب منافع و دفع مفاسد و سرانجام سعادت دنیا و عقبی هدایت کند و نیز محتوی بر مطالبی باشد که اندیشهٔ انسان به دقائق و رقائق حقایق آن نرسد و نظم مهم و اَهمّش را فهم نکند.

## از منظر دیگران
- آنان که راهی دیگر گشودند (عبدالعلی بازرگان): در طول تاریخ علی‌رغم تلاش‌های عالمان دینی برای روشنگری تفکر و اعتقادات مردم، در برهه‌هایی این کوشش‌ها کاملاً به نتیجه مقصود نمی‌رسید. حکیم غروی نیز از جمله عالمانی بود که با وجود تلاش‌های فراوان در آگاهی بخشی مردم قدرش ناشناخته ماند، با آنکه کارنامه‌اش در علم و فلسفه و عرفان و حکمت درخشان بود. در این مقاله به توضیحی مختصر راجع به تعدادی از حکماء و شرایطی که پیش رو داشتند پرداخته و همچنین دلائل عدم دستیابی حکیم غروی از رسیدن به آنچه در نظر ایشان هدف عالی و مقصد متعالی بود بیان می‌شود؛ و در پایان مشخص می‌گردد که آمادگی شرایط اجتماعی و اقبال مردم درکشیده شدن آنان به عرصه روشنگری دینی از اهمیت بسزایی برخوردار است.[۳۴]
- فقدان غروی؛ رخنه‌ای در جِدار اسلام (محسن کدیور): آنچه در مسائل فقهی اهمیت دارد این است که باید بر اساس علم و یقین باشد و چیزی که بر اساس ظن و گمان باشد قابل قبول نیست و همچنین پذیرفتن خبر واحدی که هیچ شاهدی نه از قرآن و نه از سنت ندارد، منطقی نیست؛ مگر اینکه آن خبر واحد دلیلی از قرآن یا احادیث متواتر داشته باشد. در این نوشته با استناد به تعدادی از کتابهای حکیم غروی از جمله: «شرح رساله» و «حجیت ظن فقیه»، به بیان بعضی از آراء و عقاید ایشان در مسائل فقهی پرداخته و تفاوت آن نظرات را با فقها دیگر بیان می‌کند؛ و در نتیجه مشخص می‌گردد داشتن دلائل متقن و استوار از آیات قرآن، سنت پیامبر و عقل لازمه قبولی هر مسئله فقهی است.[۳۵]
- شجاعت در صدور فتاوای خلاف شایع (مصطفی کتیرایی): از نظر عقلی، دینی و شرعی، شناخت مرجعیت یک مرجع از طریق بررسی عقاید و افکار و آثار آن شخص می‌باشد؛ و آنچه باعث تأیید نظرات آن مرجع می‌گردد این است که آراء او با آیات قرآن و سنت پیامبر انطباق داشته باشد و همچنین از لحاظ عقلی مورد قبول واقع گردد. در این مقال تعدادی از سؤالات فقهی با بهره‌گیری از آراء و عقاید فقهی حکیم غروی و همچنین آیات و احادیثی در این باب پاسخ داده می‌شود؛ و در نهایت بررسی آثار و عقاید مرجع تقلید را راهی مطمئن برای شناخت او و پیروی از او در مورد مسائل فقهی می‌داند.[۳۶]
- کلام وقاد و طبع‌نقاد (مرتضی امیری جرقویه): حکیم غروی در طی زندگی حکیمانه‌اش هیچگاه از عرصه نقد و اصلاح، القاء معارف و حقایق الهی به مردم، اتحاد مسلمانان، بازگشت آنان به قرآن و تلاش برای استقرار جامعه دینی و حکومت مردمی پای بیرون ننهاد؛ و عمر گرانمایه‌اش را صرف آگاهی دادن به مردم نمود. در این نوشته به بیان مجاهدات و تلاش‌های بی‌وقفهٔ حکیم غروی در زمینه آگاهی بخشی معارف دینی و الهی به مردم پرداخته شده و همچنین ظرایفی از شخصیت گرانمایه این حکیم فرزانه بیان شده‌است؛ و مشخص می‌گردد که پیش از حکیم غروی نیز حکمایی بودند که مورد بی‌مهری و اهانت متعصبین قرار گرفتند و الطاف آنان را با آتش خشم و کینه پاسخ دادند.[۳۷]

## آثار

### کتاب‌ها
- فلسفه حج
- آدم از نظر قرآن در سه جلد
- چند گفتار
- فقه استدلالی در مسائل خلافی، رجم، خمس، ارتداد
- حجیت ظن فقیه و کاربرد آن در فقه
- حواشی بر رساله آیت‌الله بروجردی
- مبانی حقوق در اسلام
- نماز جمعه
- قربانی در منی
- مغرب و هلال[۳۸]
- نماز یا سیر کمالی انسان[۳۸]
- خورشید معرفت در چهار جلد[۳۸]

### سخنرانی‌ها
- امامت و ولایت[۳۹]
- علم اخلاق[۳۹]
- تهمت‌ها و افترائات[۳۹]
- سخنی با وعاظ و اهل منبر[۳۹]

### گفتگوها
- منتخبی از گفتگوی دکتر سروش و حکیم غروی[۴۰]
- مصاحبه روزنامه میزان با حکیم غروی پیرامون مسائل انقلاب[۴۱]

### نامه‌ها
- دعوت شیخ علی تهرانی به صبر و استقامت[۴۲]
- اعتراض به هتک حرمت شیخ علی تهرانی[۴۳]
- پیام همدردی به مناسبت درگذشت یدالله سحابی[۴۴]

### اشعار
- انسان می‌تواند خلیفه الله شود یا مظهر شیطان گردد[۴۵]
- آبادانی و ویرانگری علم[۴۶]
- در مشقت و هدایت خلق[۴۷]